# 내륙숲박쥐
내륙숲박쥐(Vespadelus baverstocki)는 애기박쥐과에 속하는 박쥐의 일종이다. 오스트레일리아에서만 발견된다.

## 특징
작은 박쥐로 몸통 길이는 35~43mm이고 전완장은 26.5~31.4mm, 꼬리 길이는 26.5~34mm이다. 발 길이는 3.9~5.5mm, 귀 길이는 9~11mm, 몸무게는 최대 7g이다. 털이 길다. 등 쪽 털은 회색빛 갈색이지만 배 쪽은 회색빛이다.

## 생태
나무 구멍 속과 건물 균열 속에 최대 60마리까지 무리를 지어 은신한다. 먹이는 곤충이다. 암컷이 한 번에 한 마리의 새끼를 낳는다.

## 분포 및 서식지
오스트레일리아 웨스턴오스트레일리아주 동중부와 노던준주 남부, 오스트레일리아 남부, 퀸즐랜드주 남서부, 뉴사우스웨일스주 서부, 빅토리아주 북서부 지역에 널리 분포한다. 건조림과 반건조림, 관목 지대에서 서식한다.